# Lissemys punctata
Lissemys punctata là một loài rùa trong họ Trionychidae sống ở Nam Á. Loài này được Bonnaterre mô tả khoa học đầu tiên năm 1789.

## Hình ảnh

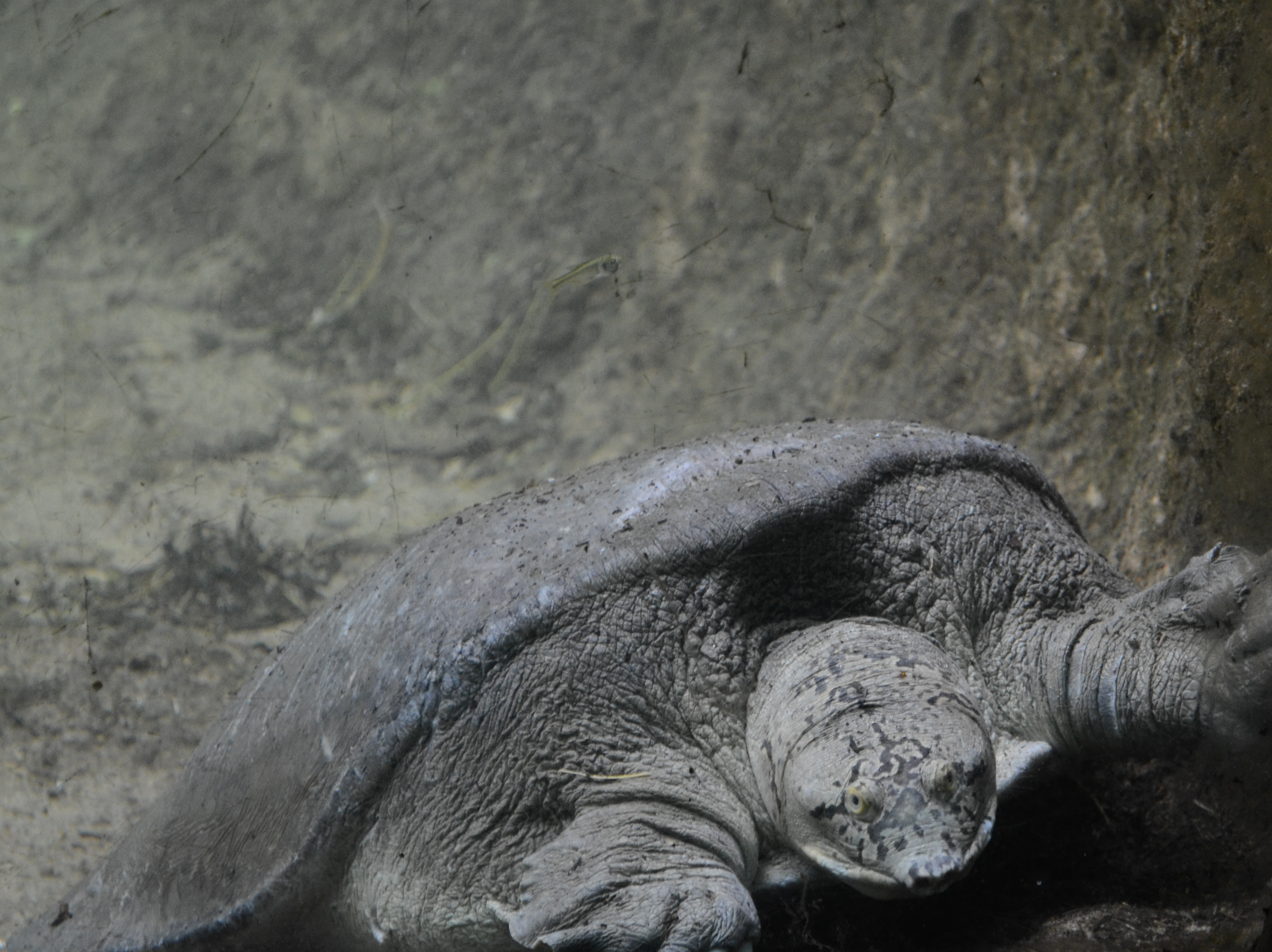
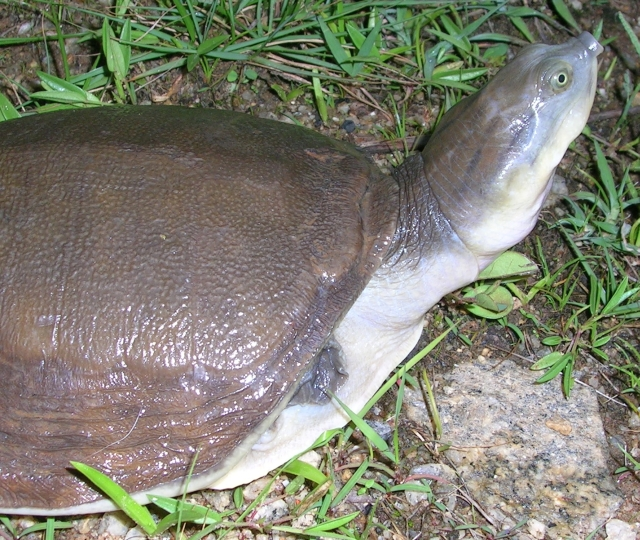
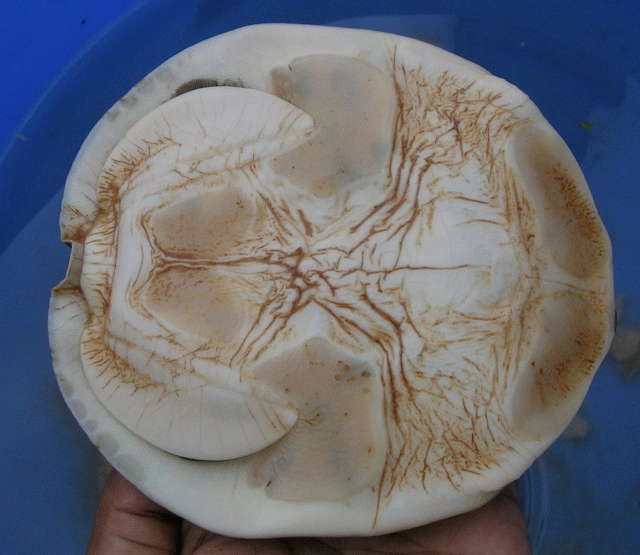
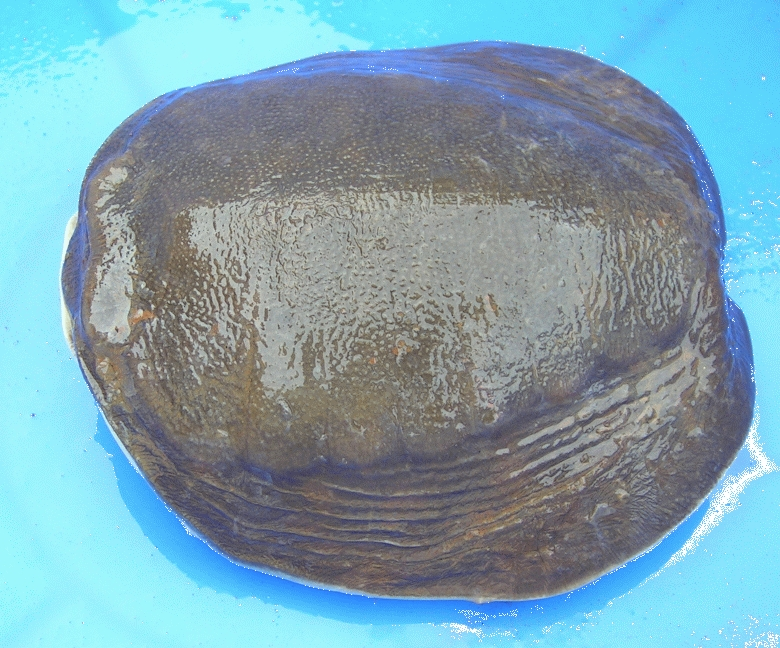